# Orașul Interzis
Orașul Interzis a fost palatul imperial chinez de la dinastia Ming până la sfârșitul dinastiei Qing—anii 1420 până în 1912. Se află în centrul orașului Beijing, China, și găzduiește acum Muzeul Palatului. A slujit drept reședință a împăraților și a familiilor lor, precum și ca centru ceremonial și politic al guvernului chinez timp de aproape 500 de ani.
Construit între 1406 și 1420, complexul este format din 980 de clădiri și acoperă 72 ha. Complexul palatului exemplifică arhitectura palațială chineză⁠(d) tradițională, și a influențat evoluțiile culturale și arhitecturale din Asia de Est și din alte zone. Orașul Interzis a fost declarat sit de patrimoniul mondial în 1987, și este listat de UNESCO ca cea mai mare colecție de structuri din lemn vechi conservate din lume.
Din 1925, Orașul Interzis a trecut în custodia Muzeului Palatului, a cărui vastă colecție de opere de artă și artefacte a fost construită din colecțiile imperiale ale dinastiilor Ming și Qing. O parte a fostei colecții a muzeului este acum în Muzeul Palatului Național⁠(d) din Taipei. Ambele muzee se trag din aceeași instituție, care s-a divizat după Război Civil Chinez. Cu peste 14,6 milioane de vizitatori în 2015, Muzeul Palatului este cel mai vizitat muzeu de artă din lume.

## Numele
Numele comun în limba română, „Orașul Interzis”, este o traducere a denumirii chinezești Zijin Cheng (chineză: 紫禁城; pinyin: Zíjinchéng; literal: „Orașul Interzis Purpuriu”). Denumirea de Zijin Cheng a apărut oficial pentru prima oară în 1576. O altă denumire de origine similară este „Palatul Interzis”.
Numele de "Zijin Cheng" este un nume cu o semnificație pe mai multe niveluri. Zi, sau „mov”, se referă la steaua polară, care, în China antică, era numită steaua Ziwei, și în astrologia chinezească⁠(d) tradițională era lăcașul ceresc al Împăratului Ceresc. Regiunea celestă înconjurătoare, Incinta Ziwei⁠(d) (în chineză: 紫微垣; pinyin: Zǐwēiyuán), era tărâmul Împăratului Ceresc și al familiei sale. Orașul Interzis, ca reședință a împăratului pământesc, era omologul acestei incinte pe Pământ. Jin, sau „Interzis”  se referă la faptul că nimeni nu putea intra sau ieși din palat fără permisiunea împăratului. Cheng înseamnă „oraș”.
Astăzi, locul este cel mai cunoscut în chineză ca Gùgōng (故宫), care înseamnă „Fostul Palat”. Muzeul care își are sediul în aceste clădiri este numit „Muzeul Palatului” (în chineză: 故宫博物院; pinyin: Gùgōng Bówùyùan).

## Istoric

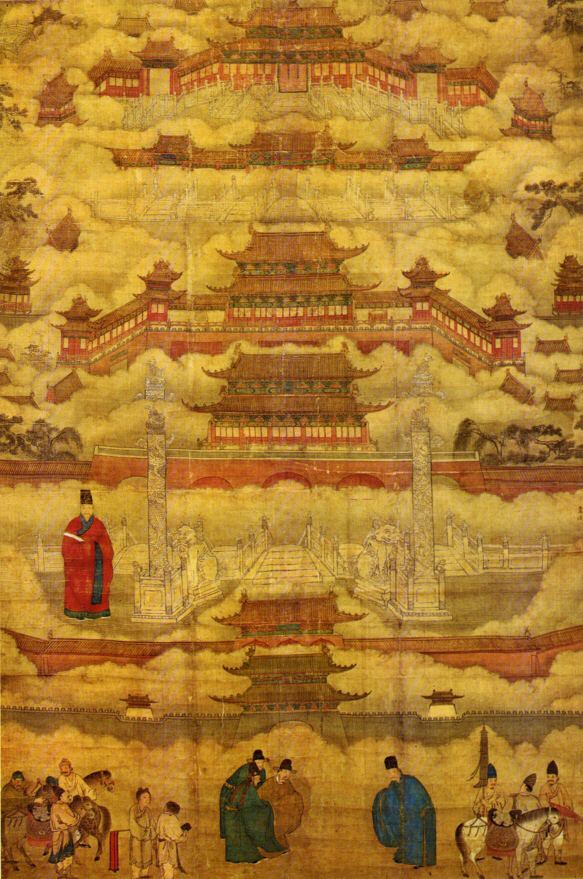
Orașul Interzis descris într-o pictură din timpul dinastiei Ming

Când fiul împăratului Hongwu, Zhu Di⁠(d), a devenit împăratul Yongle⁠(d), el a mutat capitala de la Nanjing la Beijing, iar în 1406 a început lucrările la ceea ce avea să devină Orașul Interzis.
Construcția a durat 14 ani și a avut nevoie de peste un milion de muncitori. Printre materialele folosite s-au numărat bușteni de lemn prețios Phoebe zhennan⁠(d) (în chineză: 楠木; pinyin: nánmù) găsit în junglele din sud-vestul Chinei, și blocuri mari de marmură din carierele de lângă Beijing. Etajele sălilor importante au fost pavate cu „cărămizi de aur” (în chineză: 金砖; pinyin: jīnzhuān), cărămizi de pavaj speciale arse la Suzhou.
Din 1420 până în 1644 Orașul Interzis a fost reședința dinastiei Ming. Primul european care a primit permisiunea de a intra în Orașul Interzis a fost Matteo Ricci, la invitația împăratului Wanli, în anul 1601.
În aprilie 1644 perimetrul a fost capturat de forțele rebele conduse de Li Zicheng⁠(d), care s-a autoproclamat împăratul dinastiei Shun⁠(d). În curând, el a fugit din fața armatelor combinate ale fostului general Ming Wu Sangui⁠(d) cu forțele Manchu⁠(d), dând foc unor părți ale Orașului Interzis.
Până în octombrie, Manchu au obținut supremația în nordul Chinei, și în Orașul Interzis a avut loc o ceremonie în care tânărul împărat Shunzhi a fost proclamat domnitor al întregii Chine, sub dinastia Qing.
Conducătorii Qing au schimbat numele de pe unele din principalele clădiri, pentru a sublinia „Armonie”, în loc de „Supremație”, au făcut plăcile de nume⁠(d) bilingve (în chineză și Manchu⁠(d)), și au introdus elemente șamaniste în palat.
În 1860, în timpul celui de al Doilea Război al Opiului, forțele anglo-franceze au ocupat Orașul Interzis și l-au păstrat până la sfârșitul războiului. În 1900, împărăteasa văduvă Cixi a fugit din Orașul Interzis în timpul Răscoalei Boxerilor, lăsându-l să fie ocupat de către forțele puterilor tratatului până în anul următor.

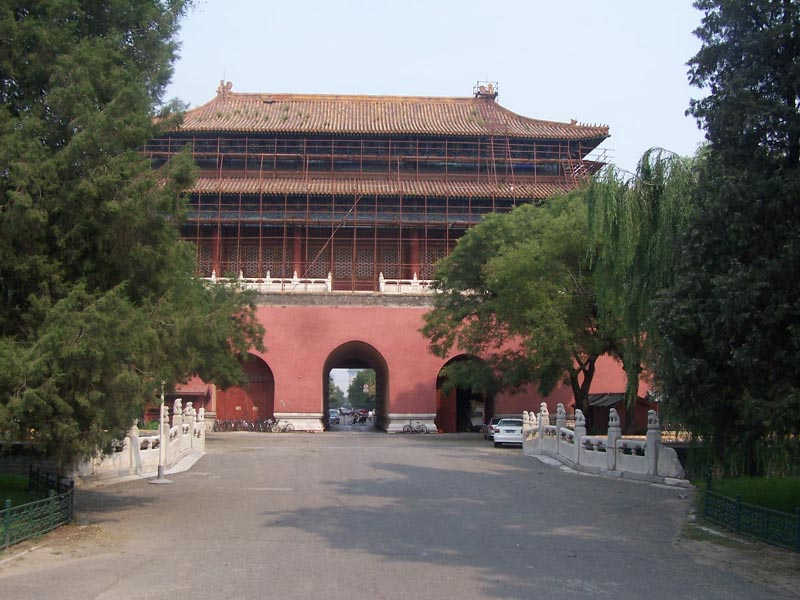
Poarta Glorioasă de Est în curs de renovare, ca parte a unui proces de restaurare de 16 ani

După ce a fost casa a 24 de împărați – 14 din dinastia Ming și 10 din Qing – Orașul Interzis a încetat să mai fie centrul politic al Chinei în 1912, odată cu abdicarea lui Puyi, ultimul împărat al Chinei. Conform unui acord cu noul guvern republican al Chinei, Puyi a rămas în Curtea Interioară, în timp ce Curtea Exterioară a fost dată în folosul public, până când el a fost evacuat după o lovitură de stat în 1924. Apoi s-a înființat Muzeul Palatului în Orașul Interzis, în 1925.
În 1933, invazia japoneză a Chinei a determinat evacuarea patrimoniului național din Orașul Interzis.
O parte din colecție a fost returnată la sfârșitul celui de al Doilea Război Mondial, dar cealaltă parte a fost evacuată în Taiwan în 1948 din ordinul lui Chiang Kai-shek, al cărui Kuomintang pierdea Războiul Civil Chinez. Această colecție relativ mică, dar de înaltă calitate, a fost ținută în depozit până în 1965, când a devenit din nou publică, drept nucleu al Muzeului Palatului Național⁠(d) din Taipei.
După proclamarea Republicii Populare Chineze în 1949, unele Orașul Interzis a suferit unele avarii, în timp ce țara era dominată de zelul revoluționar. În timpul Revoluției Culturale însă, continuarea distrugerilor a fost oprită atunci când premierul Zhou Enlai a trimis un batalion de armată să apere orașul.
Orașul Interzis a fost declarat patrimoniu mondial în 1987 de către UNESCO ca „Palatulul imperial al dinastiilor Ming și Qing”,
datorită locului său semnificativ în dezvoltarea culturii și arhitecturii chineze⁠(d). Acesta este în prezent administrat de Muzeul Palatului, care derulează un proiect de restaurare pe șaisprezece ani pentru a repara și a restaura toate clădirile din Orașul Interzis la starea lor dinainte de 1912.
În ultimii ani, prezența întreprinderilor comerciale în Orașul Interzis a devenit controversată. O cafenea Starbucks deschisă în anul 2000 a stârnit obiecții și în cele din urmă a fost închisă în 13 iulie 2007. Mass-media chineze au observat și două magazine de suveniruri care refuzau să primească cetățeni chinezi, în scopul de a umfla prețurile pentru clienții străini în anul 2006.

## Descriere

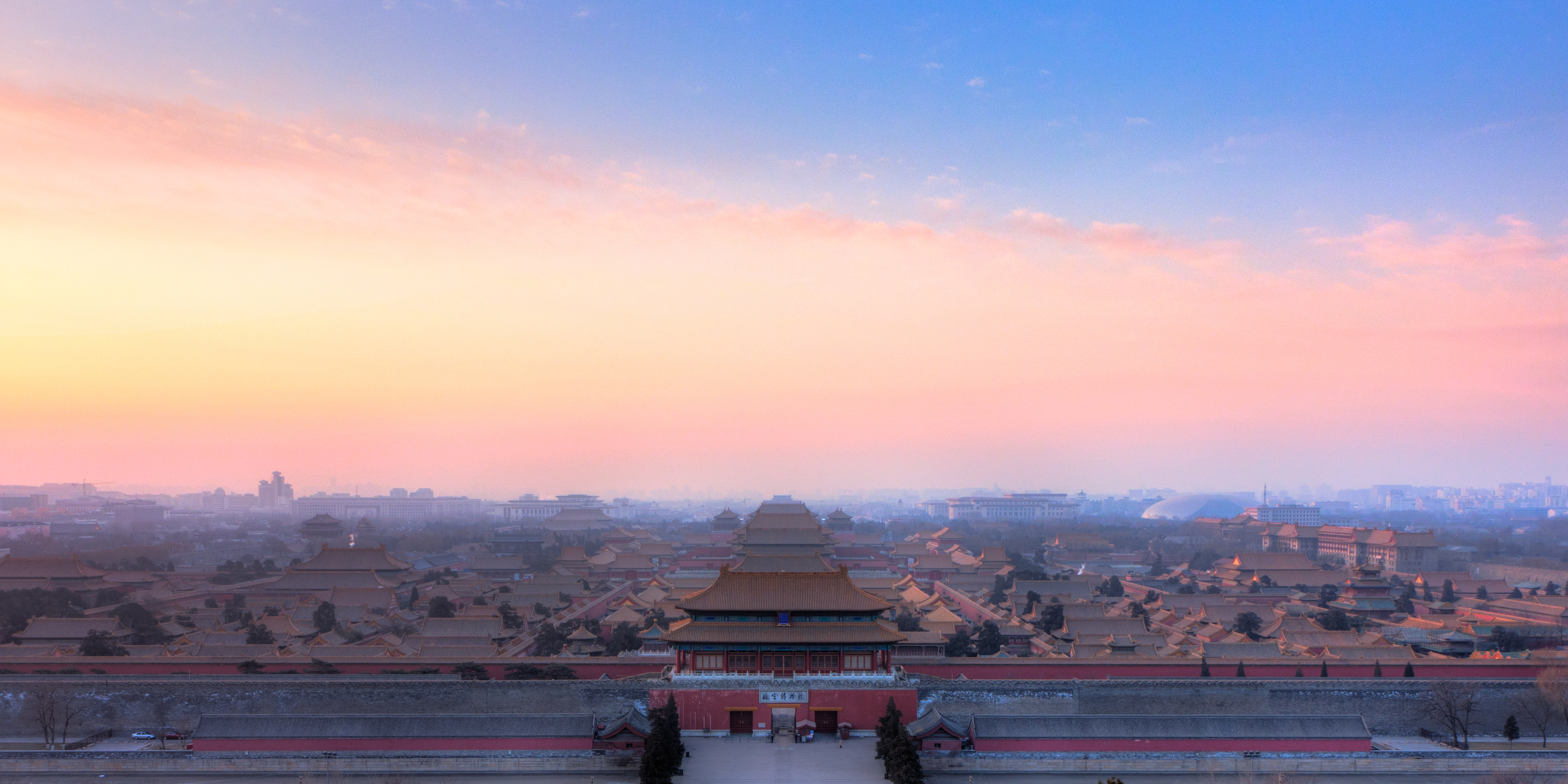
Orașul Interzis văzut de pe Dealul Jingshan.

| A. Poarta Meridian B. Poarta Puterii Divine⁠(d) C. Poarta Glorioasă de Vest D. Poarta Glorioasă de Est E. Turnurile de colț F. Poarta Armoniei Supreme⁠(d) G. Sala Armoniei Supreme | H. Sala Eminenței Militare J. Sala Gloriei Literare K. Cele Trei Locuri din Sud L. Palatul Purității Cerești⁠(d) M. Grădina Imperială N. Sala Cultivării Mentale⁠(d) O. Palatul Longevității Liniștite⁠(d) |

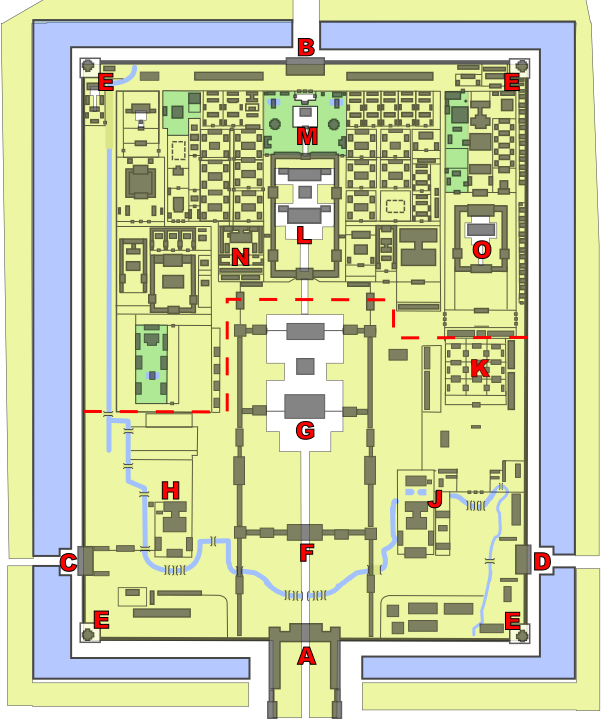
Planul Orașului Interzis. Etichetele roșii sunt utilizate pentru nota locațiile menționate în articol.
- – - Linie aproximativă de demarcație între Curțile Interioară (nord) și Exterioară (sud).
A. Poarta Meridian
B.
C. Poarta Glorioasă de Vest
D. Poarta Glorioasă de Est
E. Turnurile de colț
F.
G. Sala Armoniei Supreme
H. Sala Eminenței Militare
J. Sala Gloriei Literare
K. Cele Trei Locuri din Sud
L.
M. Grădina Imperială
N.
O.

Orașul Interzis este un dreptunghi, cu laturile de 961 metri de la nord la sud și 961 m de la est la vest. Este format din 980 de clădiri care s-au păstrat, cu 8,886 grupuri de camere. Un mit frecvent, bazat pe tradiția orală, dar nesusținut de datele de inventar, afirmă că există 9.999⁠(d) de camere. Orașul Interzis a fost conceput pentru a fi centrul orașului vechi fortificat Beijing. Este înconjurat de o zonă mai mare, împrejmuită, numită Orașul Imperial⁠(d). Orașul Imperial este, la rândul său, înconjurat de Orașul Interior; la sud de acesta se află Orașul  Exterior.
Orașul Interzis rămâne important în schema civică a Beijingului. Axa centrală nord–sud rămâne axa centrală a Beijingului. Această axă se extinde la sud prin poarta Tiananmen în Piața Tiananmen, centrul ceremonial al Republicii Populare Chineze, și mai departe spre Yongdingmen⁠(d). La nord, se extinde prin Dealul Jingshan spre Turnurile Clopotului și Tobei. Această axă nu este perfect aliniată pe direcția nord–sud, ci este înclinată cu puțin mai mult de două grade. Cercetătorii cred acum că axa a fost proiectată în timpul dinastiei Yuan să fie aliniată cu Xanadu⁠(d), cealaltă capitală a imperiului lor.

### Zidurile și porțile

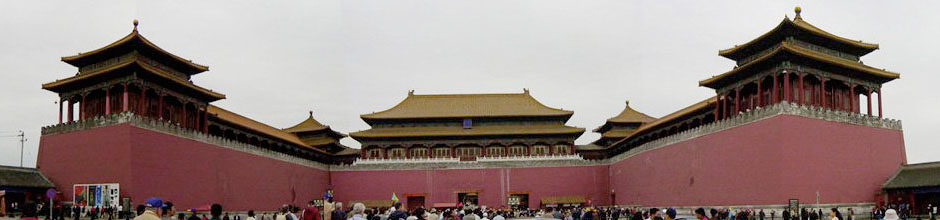
Poarta Meridian, intrarea din față în Orașul Interzis, cu două aripi proeminente

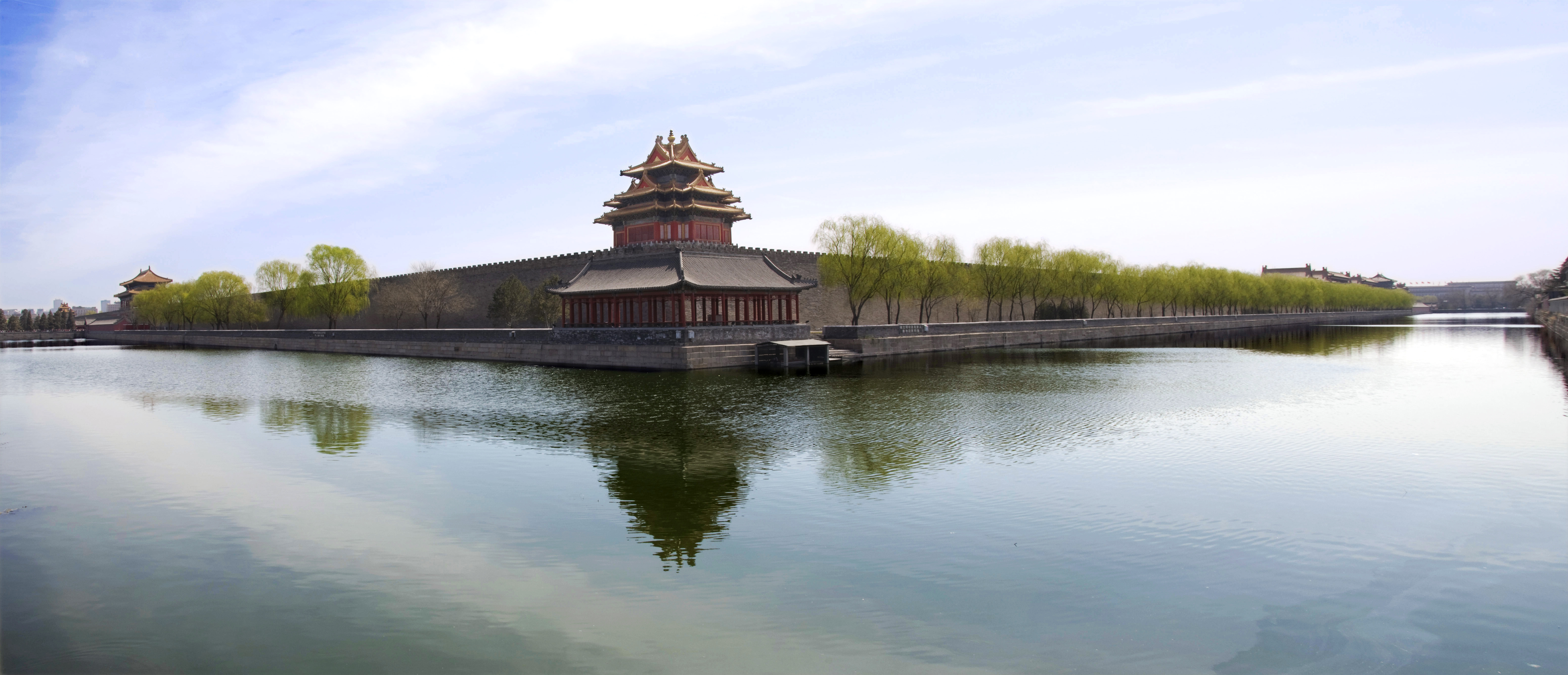
Turnul din colțul de nord-vest

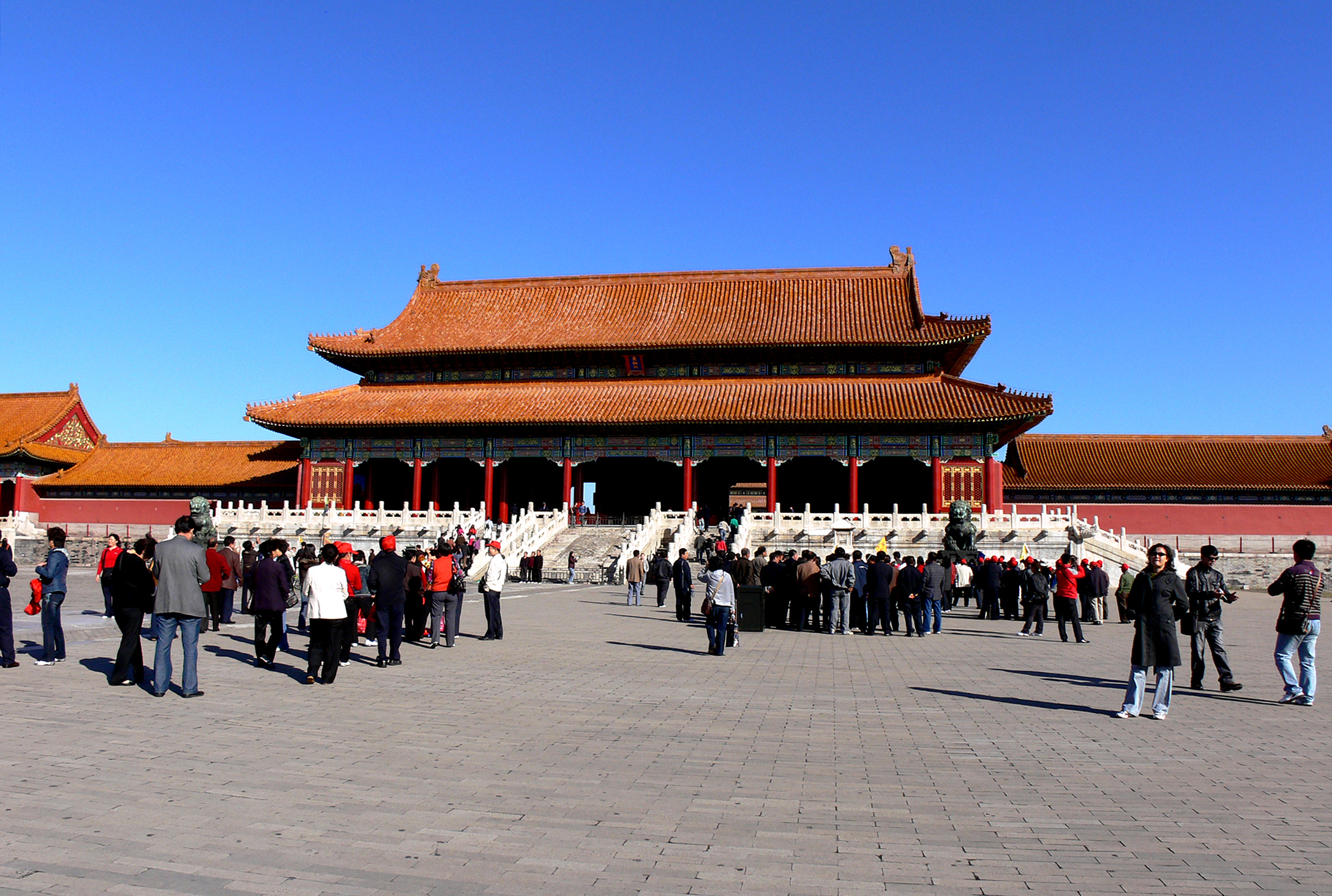
Poarta Armoniei Supreme

Orașul Interzis este înconjurat un zid de fortificație⁠(d) înalt de 7,9 m și de un șanț de apărare de 6 m adâncime și 52 m lățime. Zidurile au o lățime de 52 m la bază, îngustându-se la 8,62 m în partea de sus. Aceste ziduri au servit și ca ziduri de apărare⁠(d), și ca ziduri de sprijin pentru palat. Acestea au fost construite cu un miez din pământ frământat⁠(d) la bază, și acoperit cu trei straturi de cărămizi  speciale pe ambele părți, interstițiile fiind umplute cu mortar.
La cele patru colțuri ale zidului stai turnuri (E), cu acoperișuri complicate, cu 72 de creste, reproducând Pavilionul Prințului Teng și Pavilionul Cocorului Galben⁠(d), așa cum apăreau ele în picturile dinastiei Song. Aceste turnuri sunt părți ale palatului cele mai vizibile pentru oamenii de rând din afara zidurilor, motiv din care s-a dezvoltat mult folclor pe marginea lor. Potrivit unei legende, meșterii nu au mai știut să monteze la loc un turn de colț, după ce a fost demontat pentru lucrări de renovare la începutul dinastiei Qing, și el a fost reconstruit doar după intervenția tâmplarului nemuritor Lu Ban⁠(d).
Peretele este străpuns de o poartă pe fiecare parte. La capătul sudic este Poarta Meridian principală (A). La nord este Poarta Puterii Divine⁠(d) (B), care dă în Parcul Jingshan. La est și vest, porțile sunt numite „Poarta Glorioasă de Est” (D) și „Poarta Glorioasă de Vest” (C). Toate porțile Orașului Interzis sunt decorate cu un tablou de nouă pe nouă cuie de ușă de aur, cu excepția Porții Glorioase de Est, care are doar opt rânduri.
Poarta Meridian are două aripi proeminente, formând împreună cu ea trei laturi ale unui pătrat (Wumen), în fața ei. Poarta are cinci intrări. Intrarea centrală face parte din Drumul Imperial, un drum de  piatră semnalizat care formează axa centrală a Orașului Interzis și a orașului vechi Beijing, și conduce de la Poarta Chinei⁠(d) în partea de sud până la Jingshan în partea de nord. Numai împăratul putea merge pe jos sau cu ricșa pe Drumul Imperial; Împărăteasa avea voie doar cu ocazia nunții ei, iar studenții laureați doar după examenul imperial⁠(d).

### Curtea Exterioară sau Secțiunea de Sud

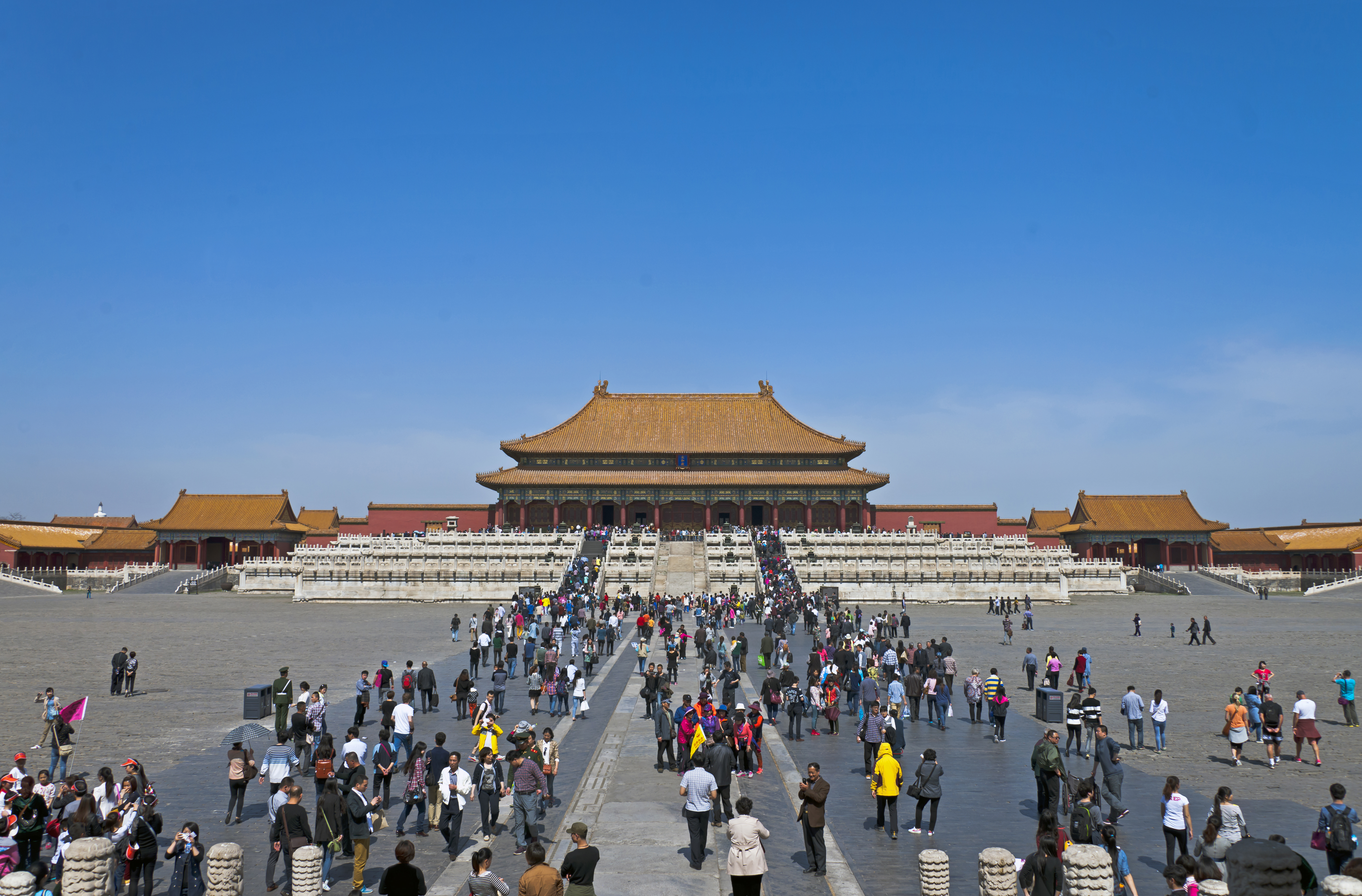
Sala Armoniei Supreme

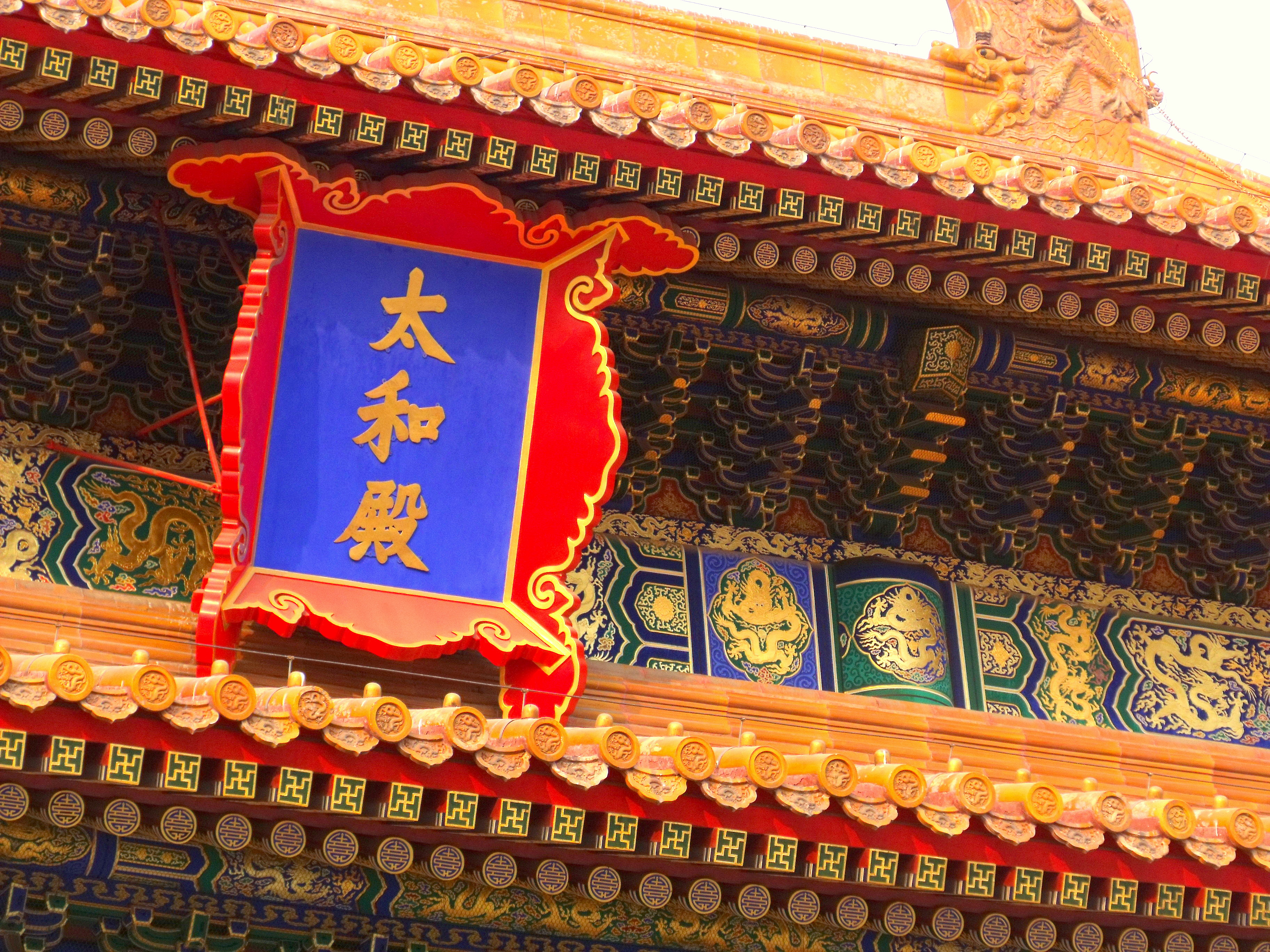
Plăcuța de pe Sala Armoniei Supreme

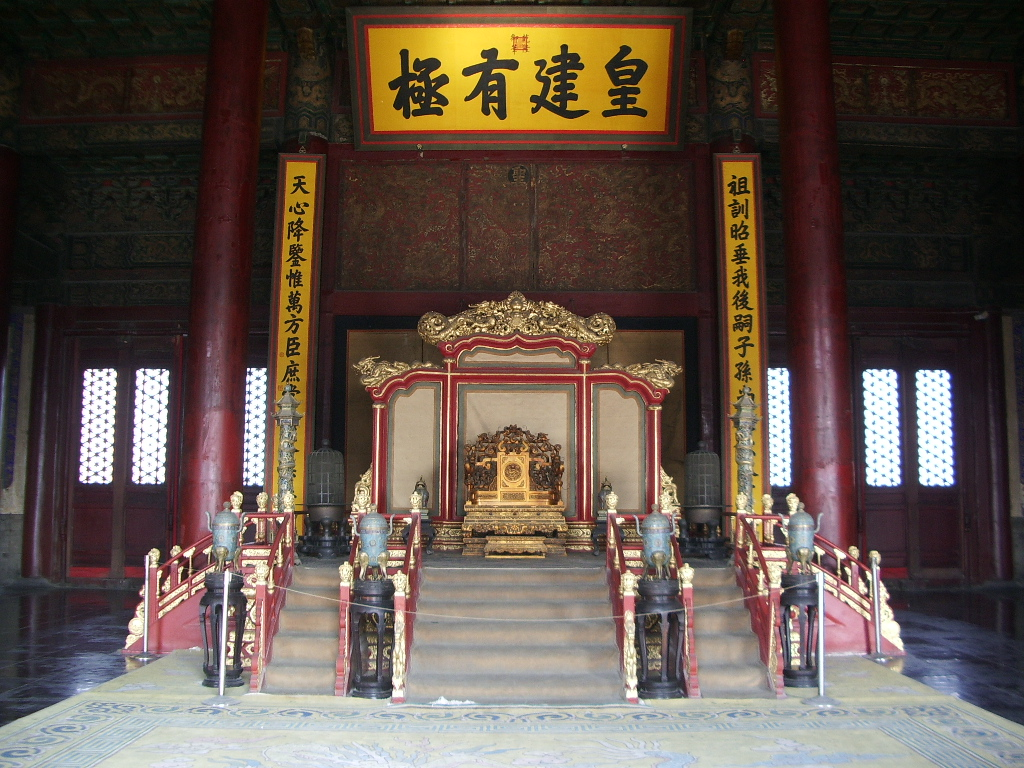
Tronul din Sala Păstrării Armoniei

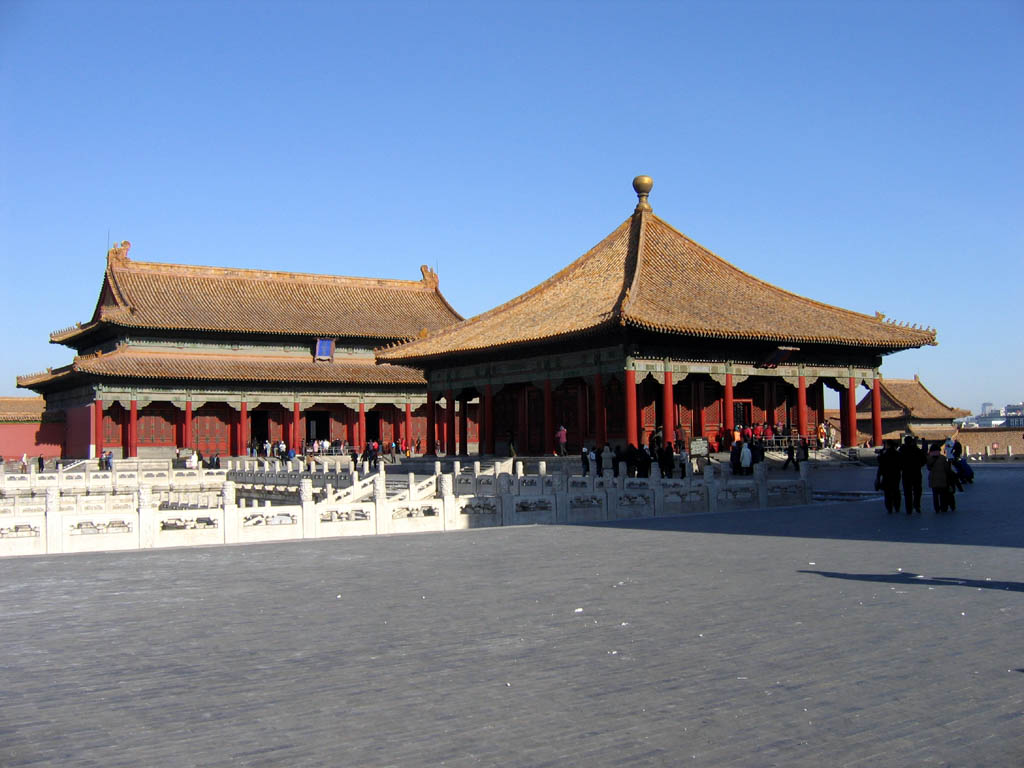
Sala Armoniei Centrale (prim-plan) și Sala Păstrării Armoniei

În mod tradițional, Orașul Interzis este împărțit în două părți. Curtea Exterioară (外朝) sau Curtea din Față (外朝) include zonele sudice, și a fost folosită în scopuri ceremoniale. Curtea Interioară (前朝) sau Palatul din Spate (内廷) include secțiunile de nord, a fost reședința Împăratului și a familiei sale, și a fost folosit pentru treburile de stat de zi cu zi. (Linia aproximativă de demarcație apare ca linie roșie întreruptă în planul de mai sus.) În general, Orașul Interzis are trei axe verticale. Cele mai importante clădiri sunt situate pe axa centrală nord–sud.
Intrând prin Poarta Meridian, se ajunge într-o piață mare, străpunsă de meandrele Râului Interior al Apei de Aur, care este traversat de cinci poduri. Dincolo de piață se afla Poarta Armoniei Supreme⁠(d) (F). În spatele ei se află Piața Sălii Armoniei Supreme. O terasă de marmură albă pe trei niveluri se ridică din această piață. Trei săli sunt în partea de sus a acestei terase, punctul focal al complexului palatului. De la sud spre nord, acestea sunt Sala Armoniei Supreme (太和殿), Sala Armoniei Centrale⁠(d) (太和殿), și Sala Păstrării Armoniei⁠(d) (中和殿).
Sala Armoniei Supreme (G) este cea mai mare, și se înalță la circa 30 de metri (98 ft) peste nivelul pieței înconjurătoare. Este centrul ceremonial al puterii imperiale, și cea mai mare structură din lemn păstrată din China. Are cinci spații interioare pe lățime și nouă pe lungime, numerele 9 și 5 fiind legate simbolic de maiestatea împăratului. În tavanul din centrul sălii este fixat un cheson⁠(d) complicat decorat cu un dragon încolăcit, din gura căruia iese un set de bile de metal ca un candelabru, numit „Oglinda Xuanyuan”. În timpul dinastiei Ming, Împăratul ținea aici întruniri pentru a discuta despre treburile țării. În timpul dinastiei Qing, când împărații țineau mult mai frecvent astfel de întruniri, se folosea o locație mai puțin ceremonioasă, iar Sala Armoniei Supreme era folosită doar pentru scopuri ceremoniale, cum ar fi încoronări, învestituri și nunți imperiale.
Sala Armoniei Centrale este o sală mai mică, pătrată, utilizată de împărat pentru a se pregăti și a se odihni înaintea și în timpul ceremoniilor. În spatele ei, Sala Păstrării Armoniei era folosită pentru repetițiile ceremoniilor, și ca loc al etapei finale a examenului imperial⁠(d). Toate cele trei săli sunt dotate cu tronuri imperiale, cel mai mare și mai elaborat fiind cel din Sala Armoniei Supreme.
În centrul rampelor ce conduc până la terasele de pe laturile nordică și sudică sunt rampe ceremoniale, parte a Drumului Imperial, cu sculpturi elaborate și simbolice în basorelief. Rampa de nord, din spatele Sălii Păstrării Armoniei, este sculptată dintr-o singură bucată de piatră de 16.57 metri lungime, 16,57 m lățime, și 3,07 m grosime. Acesta cântărește 200 de tone și este cea mai mare sculptură din China. Rampa din sud, din fața Sălii Armoniei Supreme, este și mai lungă, dar este făcută din două lespezi de piatră alăturate împreună – articulația a fost ingenios ascunsă folosind basoreliefuri suprapuse, și a fost descoperită doar atunci când eroziunea a mărit spațiul între ele în secolul al XX-lea.
În sud-vestul și sud-estul Curții Exterioare sunt sălile Eminenței Militare (H) și Gloriei Literare (J). Prima a fost folosită la diverse momente de timp pentru primirea miniștrilor de către Împărat și pentru judecată, și mai târziu a găzduit tipografia Palatului. Acesta din urmă a fost folosită pentru prelegeri ceremoniale ale unor mari cărturari confucianiști, și mai târziu a devenit biroul Marelui Secretariat. O copie a Siku Quanshu era ținută acolo. În nord-est sunt Cele Trei Locuri de Sud (南三所) (K), care era reședința prințului moștenitor.

### Curtea interioară sau Secțiunea de Nord
Curtea Interioară este separată de Curtea Exterioară printr-o curte alungită situată perpendicular pe axa principală a Orașului. Acesta a fost casa Împăratului și a familiei sale. În timpul dinastiei Qing, Împăratul a trăit și a lucrat aproape exclusiv în Curtea Interioară, Curtea Exterioară fiind folosită numai în scopuri ceremoniale.

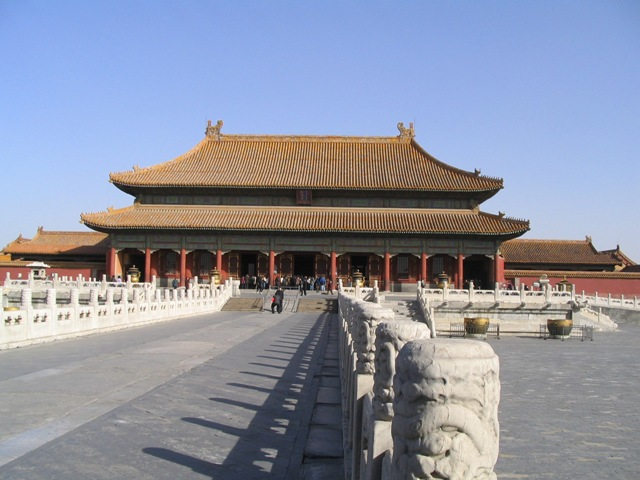
Palatul Purității Cerești

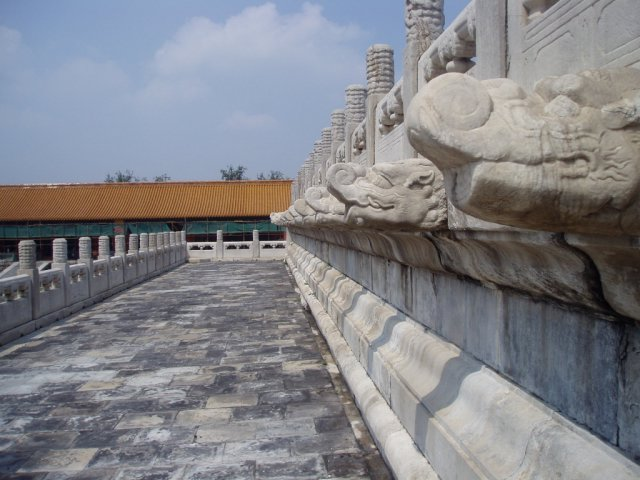
Jgheaburi care drenează apa pluvială de pe platformele de la etajele superioare pe care sunt construite sălile principale.

În centrul Curții Interioare mai sunt și alte trei săli (L). De la sud spre nord, acestea sunt Palatul Purității Cerești (乾清宮), Sala Uniunii⁠(d), și Palatul Liniștii Pământești⁠(d). Mai mici decât sălile din Curtea Exterioară, cele trei săli din Curtea Interioară au fost reședințe oficiale ale Împăratului și Împărătesei. Împăratul, reprezentând Yang și Cerurile, ocupa Palatul Purității Cerești. Împărăteasa, reprezentând Yin și Pământul, ocupa Palatul Liniștii Pământești. Între ele era Sala Uniunii, acolo unde Yin și Yang se amestecau pentru a produce armonie.
Palatul Purității Cerești⁠(d) este o clădire cu două streșini, ridicată pe o platformă de marmură albă cu un singur nivel. Acesta este conectat la Poarta Purității Cerești către sud de o pasarelă ridicată. În timpul dinastiei Ming, a fost reședință a Împăratului. Începând cu Împăratul Yongzheng din dinastia Qing, însă, Împăratul a locuit în Sala Cultivării Mentale (N), o clădire mai mică aflată la vest, din respect pentru memoria împăratului Kangxi. Palatul Purității Cerești a devenit mai apoi sala imperială de audiențe. În acoperiș este situat un cheson, care are reprezentat un dragon încolăcit. Deasupra tronului, este așezată o tabletă pe care scrie „Dreptate și Onoare” (în chineză: 正大光明; pinyin: zhèngdàguāngmíng).
Palatul Liniștii Pământești⁠(d) (坤寧宮) este o clădire cu două streșini, largă de 9 încăperi și lată de 3. În timpul dinastiei Ming, a fost reședința împărătesei. În timpul dinastiei Qing, porțiuni mari ale Palatului au fost convertite pentru cultul șamanist de către noii conducătorii Manchu. De la domnia Împăratului Yongzheng, împărăteasa s-a mutat din Palat. Cu toate acestea, două camere din Palatul Armoniei Pământești au rămas utilizate pentru noaptea nunții împăratului.

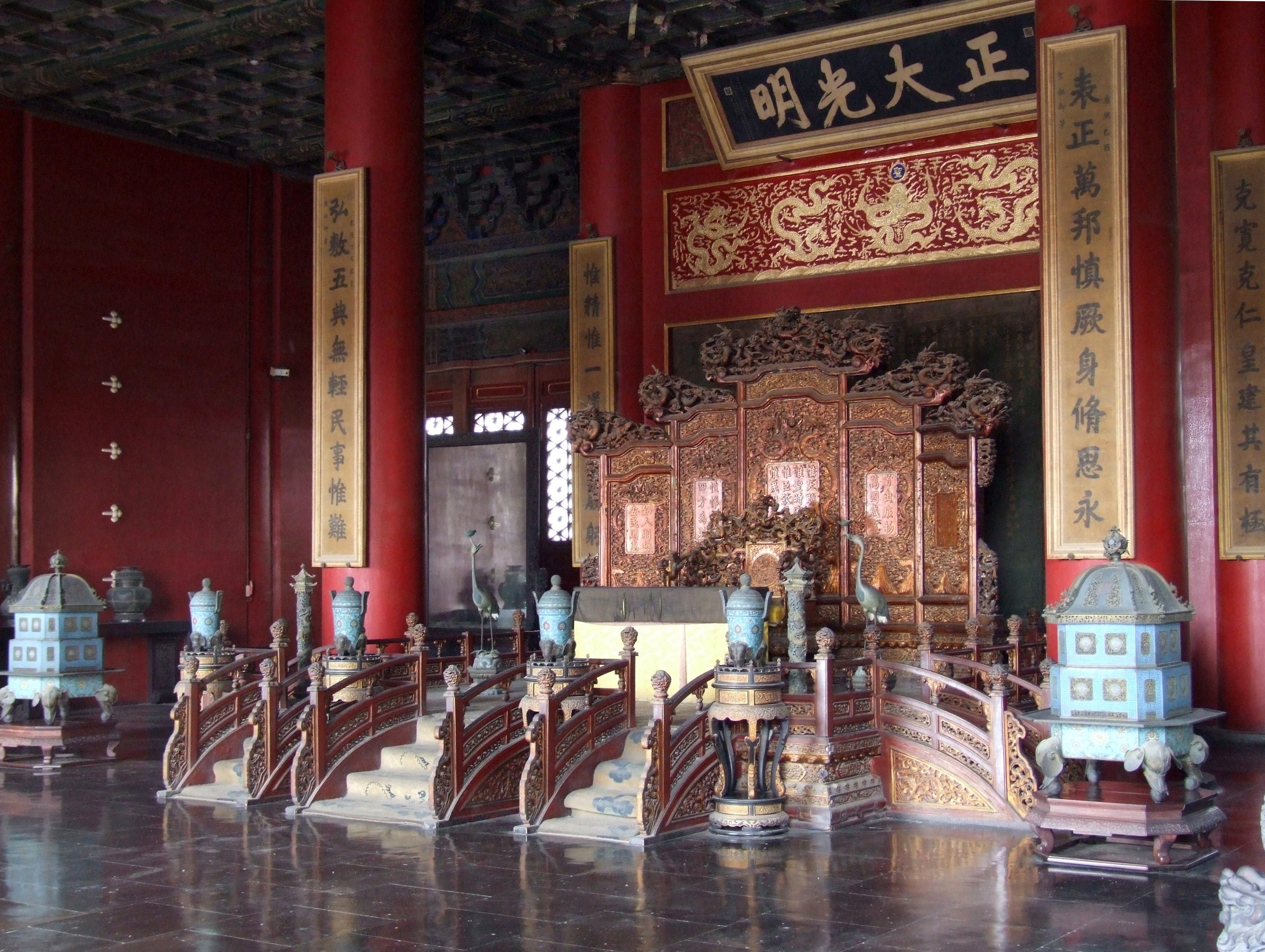
Tronul din

Între aceste două palate se află Sala Uniunii, de formă pătrată cu un acoperiș piramidal. Aici sunt stocate cele 25 de sigilii imperiale ale dinastiei Qing, precum și alte obiecte ceremoniale.

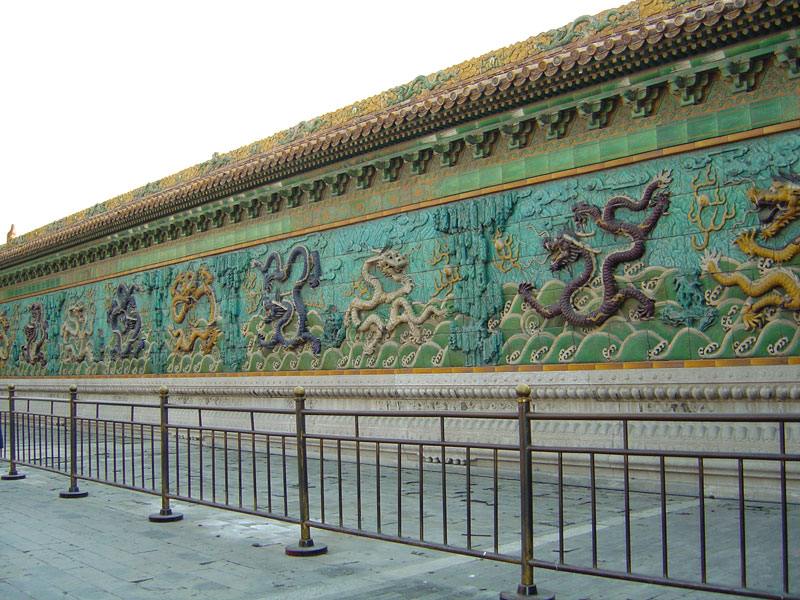
Paravanul celor Nouă Dragoni din fața Palatului Longevității Liniștite

În spatele acestor trei săli se află Grădina Imperială (M). Relativ mică și cu un design compact, grădina conține totuși mai multe elemente peisagistice. La nord de grădină se află Poarta Puterii Divine.
Direct la vest se află Sala Cultivării Mentale (N). Inițial, un palat minor, a devenit reședință și birou de facto al împăratului începând cu Yongzheng. În ultimele decenii ale dinastiei Qing, împărătesele-mame, inclusiv Cixi, și-au avut curtea în partea estică a sălii. În preajma Sălii Cultivării Mentale se află oficiile Marelui Sfat și al altor organe guvernamentale importante.
Secțiunea nord-estică a Curții Interioare este ocupată de Palatul Longevității Liniștite (寧壽宮) (O), un complex clădit de Împăratul Qianlong în așteptarea retragerii sale. El oglindește aranjamentul Orașului Interzis propriu-zis și conține o „curte exterioară”, o „curte interioară”, grădini și temple. Intrarea în Palatul Longevității Liniștite este marcată de un Paravan al celor Nouă Dragoni⁠(d) din țigle lustruite. Această secțiune a Orașului Interzis este restaurată într-un parteneriat între Muzeul Palatului și World Monuments Fund⁠(d), proiect ce urma să se termine în 2017.

### Religia
Religia a fost o parte importantă a vieții curții imperiale. În timpul dinastiei Qing, Palatul Armoniei Pământești a devenit un loc de ceremonii șamaniste Manchu. În același timp, religia taoistă a chinezilor autohtoni a continuat să aibă un rol important de-a lungul dinastiilor Ming și Qing. Erau două altare taoiste, unul în grădina imperială și altul în zona centrală a Curții Interioare.
O altă formă de religie răspândită în palatul dinastiei Qing a fost budismul. Mai multe temple și altare erau împrăștiate prin Curtea Interioară, între care cele budiste tibetane sau cele lamaiste. Iconografia budistă a proliferat și ea în decorațiunile interioare din mai multe clădiri. Dintre acestea, Pavilionul Ploii de Flori este unul dintre cele mai importante. Acolo se aflau numeroase statui, icoane, și mandale budiste, plasate în aranjamente rituale.

### Împrejurimile

Locația Orașului Interzis în centrul istoric al Beijingului

Orașul Interzis este înconjurat pe trei laturi de grădini imperiale. La nord se află Parcul Jingshan cunoscut și ca Dealul Prospect, un deal artificial creat din solul excavat pentru a construi șanțul și din lacurile din apropiere.
La vest se află Zhongnanhai⁠(d), fostă grădină regală centrată pe două lacuri, care acum servește ca sediu central al Partidului Comunist Chinez și al Consiliului de Stat al Republicii Populare Chineze⁠(d). La nord-vest se află Parcul Beihai, și el centrat pe un lac conectat la cele două din sud, și un parc regal popular.
La sud de Orașul Interzis au fost două sanctuare importante – Altarul Imperial al Familiei sau Templul Strămoșilor Imperiali⁠(d) (în chineză: 太廟; pinyin: Tàimiào) și Altarul Imperial de Stat sau Beijing Shejitan⁠(d) (în chineză: 社稷壇; pinyin: Shèjìtán), unde împăratul venera spiritele strămoșilor săi și, respectiv, spiritul națiunii. Astăzi, acestea sunt Casa de Cultură a Muncitorilor și, respectiv, Parcul Zhongshan⁠(d) (în memoria lui Sun Yat-sen).
La sud, două turnuri de poartă aproape identice străjuiesc axa principală. Acestea sunt Poarta Dreaptă (în chineză: 端门; pinyin: Duānmén) și mai celebra Poartă Tiananmen, decorată cu un portret al lui Mao Zedong în centru și cu două pancarte în stânga și în dreapta: „Trăiască Republica Populară Chineză” și „Trăiască Marea Unitate a Popoarelor Lumii”. Poarta Tiananmen conectează Orașul Interzis cu centrul modern, simbolic, al statului chinez, Piața Tiananmen.
Deși în apropierea Orașului Interzis construcția este strict controlată, de-a lungul secolului trecut, proiecte de demolare și reconstrucție necontrolate și, uneori, cu motivație politică, au schimbat caracterul unor zone din jurul Orașului Interzis. Începând cu anul 2000, autoritățile locale din Beijing au depus eforturi pentru a evacua instituțiile guvernamentale și militare care ocupau unele clădiri istorice, și au înființat un parc în jurul rămășițelor zidului Orașului Imperial. În 2004, o ordonanță care limita înălțimea clădirilor și impunea restricții ale planurilor urbanistice a fost reînnoită pentru a defini Orașul Imperial și zona de nord a orașului ca zonă-tampon pentru Orașul Interzis propriu-zis. În 2005, Orașul Imperial și Beihai (ca extensie la Palatul de Vară) au fost incluse în lista scurtă pentru un nou viitor loc în Patrimoniul Mondial aflat în Beijing.

### Simbolismul

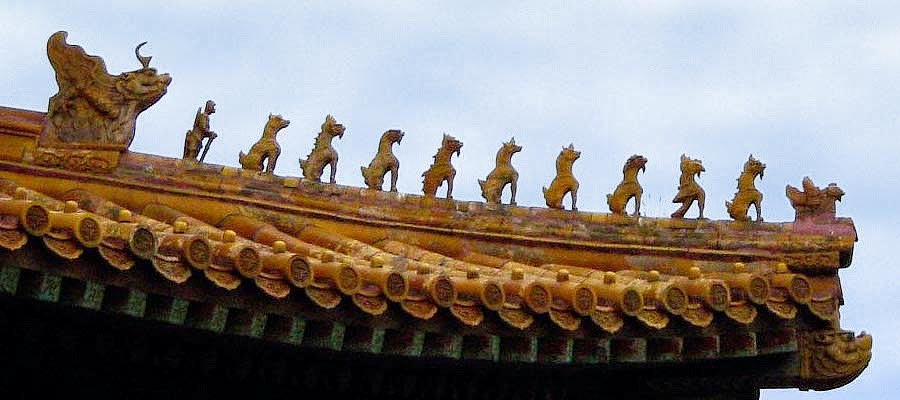
cu cel mai înalt statut, pe creasta acoperișului Sălii Armoniei Supreme

Designul Orașului Interzis, de la aspectul general la cel mai mic detaliu, a fost planificat meticulos, pentru a reflecta principii filosofice și religioase și, mai presus de toate, pentru a simboliza măreția puterii imperiale. Printre exemplele de elemente simbolice se numără:
- Galbenul este culoarea împăratului. Astfel, aproape toate acoperișurile din Orașul Interzis au țigle lustruite de culoare galbenă. Există doar două excepții. Biblioteca din Pavilionul Profunzimii Literare (文渊阁) avea țigle negre pentru că negrul era asociat cu apa, și, astfel, cu prevenirea incendiilor. Similar, țiglele de pe reședința prințului moștenitor erau verzi pentru că verdele era asociat cu lemnul și, astfel, cu creșterea.[43]
- Sălile principale din Curțile Exterioară și Interioară sunt toate aranjate în grupuri de trei – forma trigramei Qian⁠(d), reprezentând Cerul. Reședințele din Curtea Interioară, pe de altă parte, sunt aranjate în grupuri de șase – forma de trigramei Kun⁠(d), reprezentând Pământul.[14]
- Crestele acoperișurilor clădirilor sunt decorate cu o linie de statuete⁠(d) condusă de un om călare pe o pasăre phoenix și urmat de un dragon imperial. Numărul de statuete reprezintă statutul clădirii – o clădire minoră ar putea fi 3 sau 5. Sala Armoniei Supreme are 10, singura clădire din țară căreia i se permitea aceasta în perioada imperială. Ca urmare, a 10-a statuetă a sa, denumită „Hangshi”, sau „cea de pe locul al zecelea” (în chineză: 行十; pinyin: Hángshí),[55] este, de asemenea, unică în Orașul Interzis.[68]
- Dispunerea clădirilor urmează vechile obiceiuri enumerate în Clasicul de Rituri. Astfel, templele ancestrale sunt în fața palatului. Zonele de depozitare sunt plasate în partea din față a complexului palatului, și reședințele în spate.[69]

## Colecții

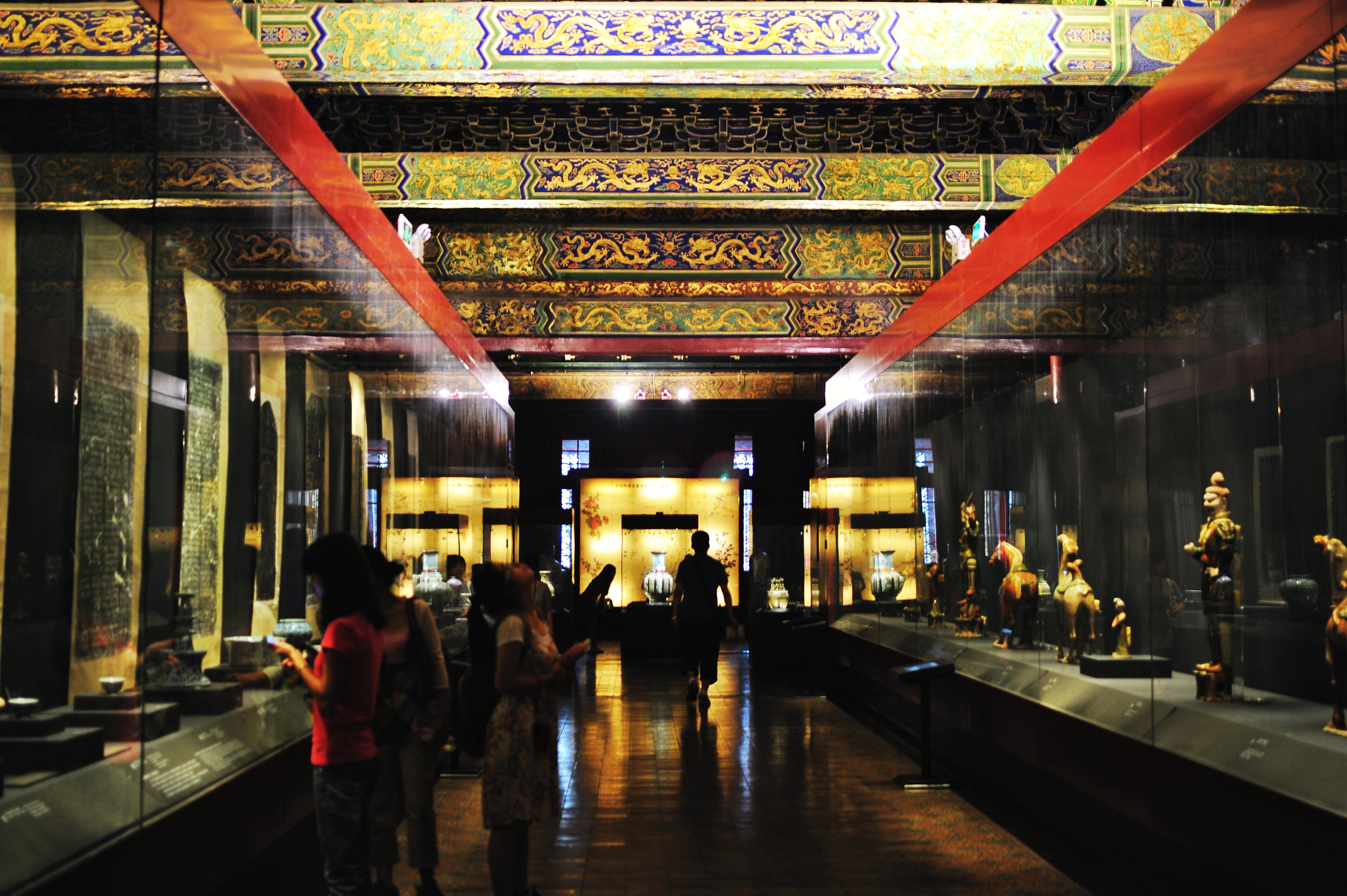
Muzeul Palatului expune în coridorul de legătură între Sala Gloriei Literare și Sala Respectului Principal

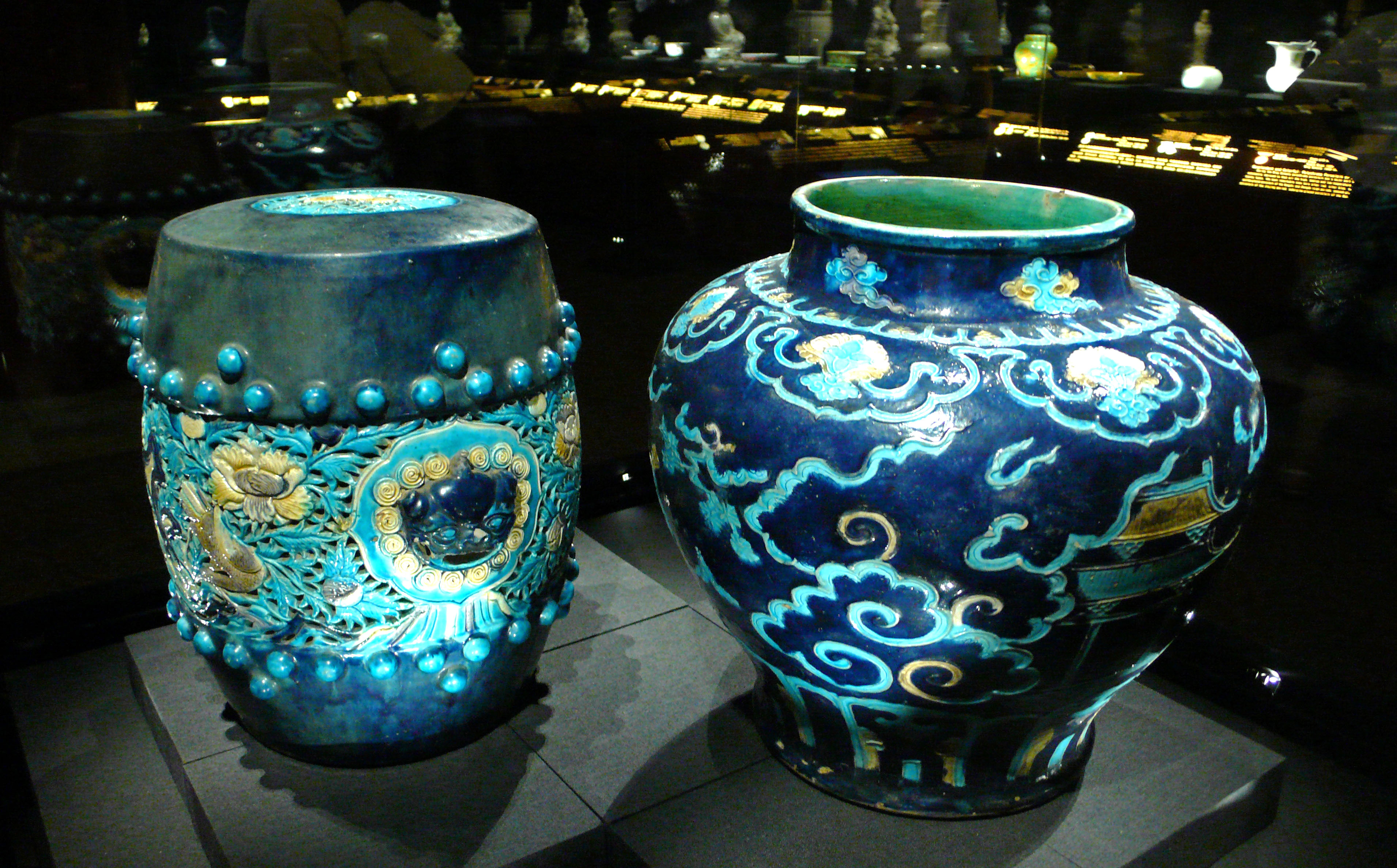
Două vase Qing de „porțelan albastru”

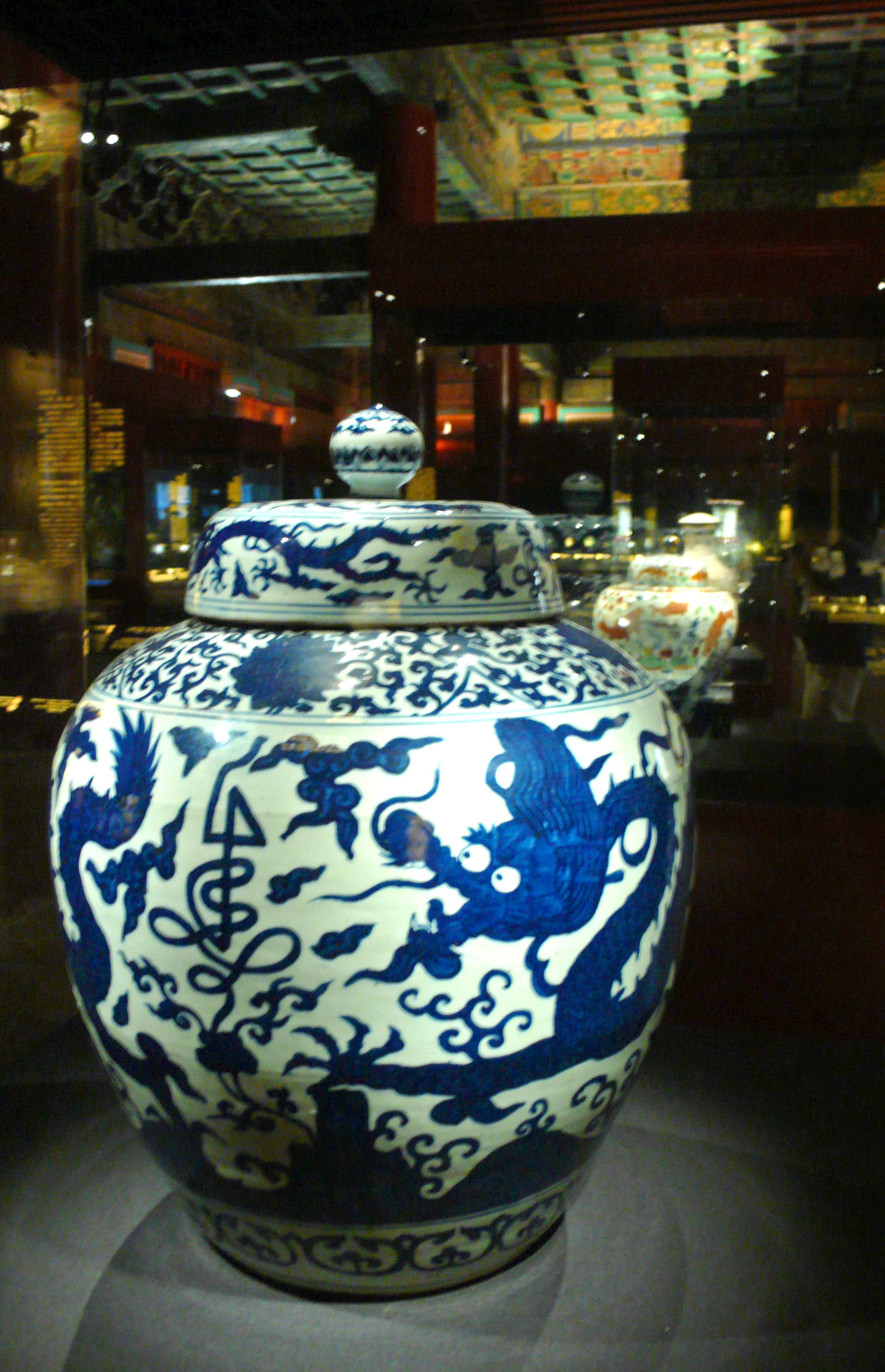
O vază din portelan albastru și alb cu modele de nori și dragoni, marcate cu cuvântul „” (寿), din perioada Jiajing a dinastiei Ming

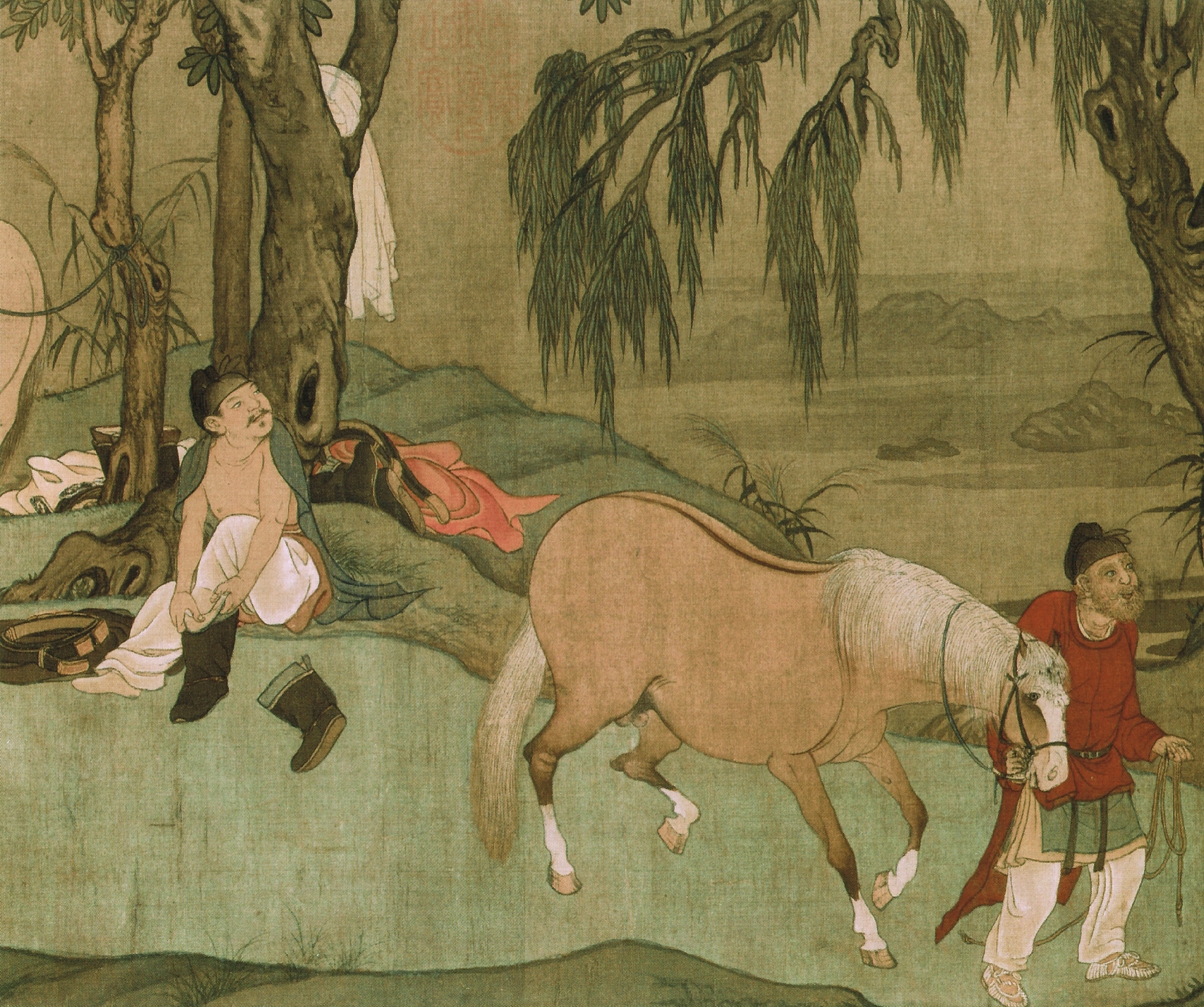
Cai la Baie (secțiune) de (1254-1322)

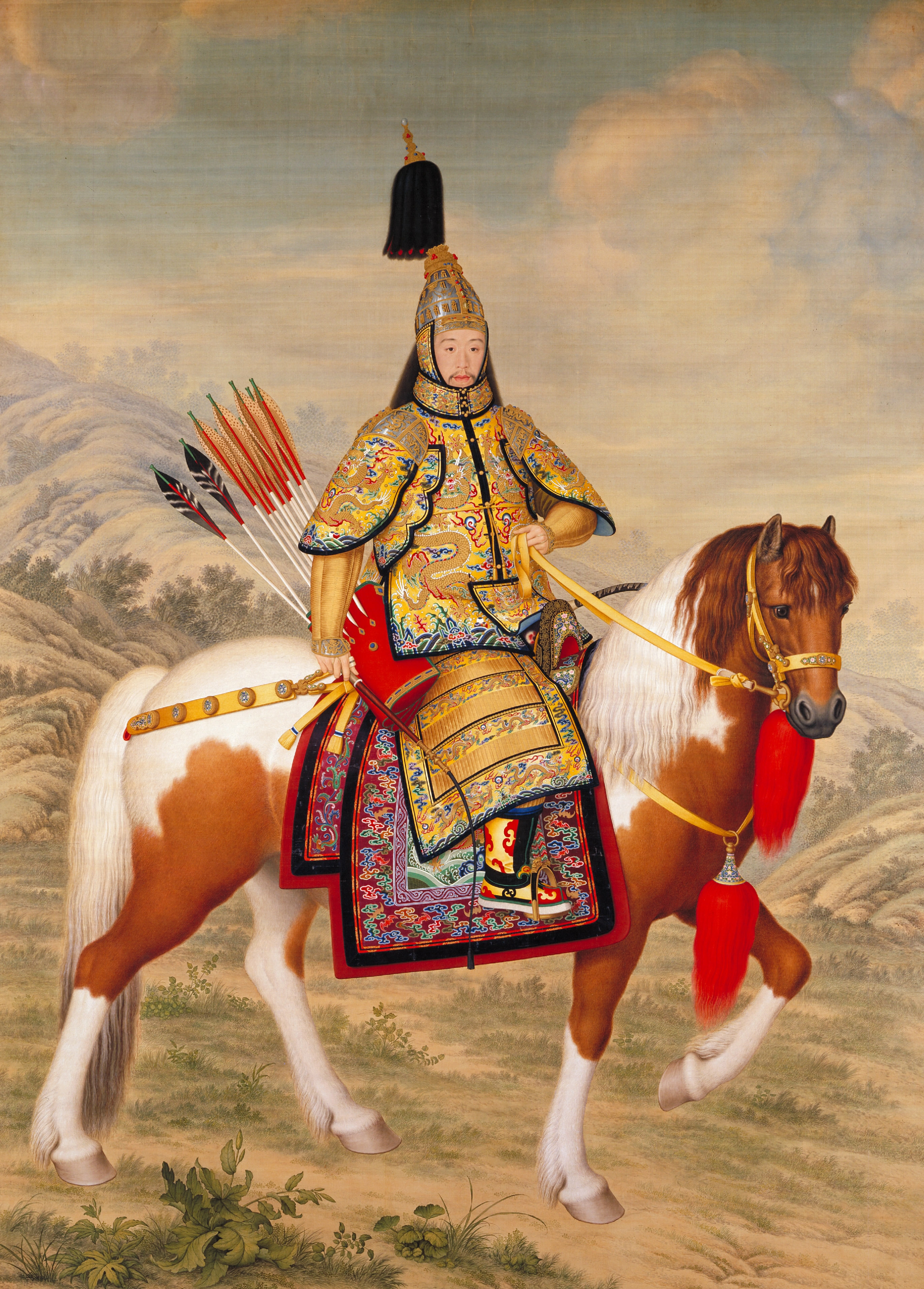
Pictură ecvestră a împăratului Qianlong (r. 1735-1796) de

Colecțiile Muzeului Palatului se bazează pe colecția imperială Qing. Potrivit rezultatelor unui audit din  1925, circa 1,17 milioane de piese de artă erau stocate în Orașul Interzis. În plus, bibliotecile imperiale găzduiau o mare colecție de cărți rare și documente istorice, inclusiv documente guvernamentale ale dinastiilor Ming și Qing.
Din 1933, amenințarea invaziei japoneze a forțat evacuarea celor mai importante piese din colecția Muzeului. După sfârșitul celui de al Doilea Război Mondial, această colecție a revenit de la Nanjing. Cu toate acestea, cum victoria comuniștilor în Războiul Civil Chinez era iminentă, guvernul naționalist a decis să mute mare parte din această colecție în Taiwan. Din cele 13.491 de cutii de artefacte evacuate, 2972 de cutii sunt acum adăpostite în Muzeul Palatului Național Palace din Taipei. Peste 8.000 de cutii au revenit la Beijing, dar 2221 de cutii rămân astăzi în depozit în sarcina Muzeului Nanjing⁠(d).
După 1949, Muzeul a efectuat un nou audit, precum și o cercetare amănunțită a Orașului Interzis, descoperind o serie de elemente importante. În plus, guvernul a mutat de elemente din alte muzee din țară pentru a reface colecția Muzeului Palatului. Acesta a făcut și achiziții și a primit donații de la public.
Astăzi, există peste un milion de opere de artă rare și valoroase în colecția permanentă a Muzeului Palatului, inclusiv picturi, ceramică, sigilii, stele, sculpturi, obiecte inscripționate, obiecte de bronz, obiecte emailate etc. Un nou inventar al colecțiilor Muzeului s-a derulat între 2004 și 2010. Ulterior, s-a dovedit că Muzeul Palatului deține un total de 1.807.558 de artifacte și include 1.684.490 de elemente desemnate ca „relicve culturale valoroase”, protejate la nivel național. La sfârșitul anului 2016, Muzeul Palatului a organizat o conferință de presă, anunțând că 55.132 de elemente anterior nelistate au fost descoperite în inventarul efectuat din 2014 până în 2016. Numărul total de elemente din colecția Muzeului Palatului se ridică în prezent la 1.862.690 de obiecte.
Ceramică
Muzeul Palatului deține 340.000 de piese de ceramică și porțelan. Între acestea se numără colecțiile imperiale din timpul dinastiilor Tang și Song, precum și piese comandate de Palat, și, uneori, de către împărat personal. Muzeul Palatului deține aproximativ 320.000 de piese de porțelan din colecția imperială. Restul sunt aproape toate ținute în Muzeul Palatului Național din Taipei și în Muzeul Nanjing.
Pictură
Muzeul Palatului deține aproape 50.000 de picturi. Dintre acestea, mai mult de 400 datează dinaintea dinastiei Yuan (1271-1368). Aceasta este cea mai mare colecție de acest fel din China. Colecția se bazează pe colecția palatului din dinastiile Ming și Qing. Interesul personal al împăraților, cum ar fi Qianlong, a însemnat că palatul deținea una dintre cele mai importante colecții de picturi din istoria Chinei. Cu toate acestea, o parte semnificativă din această colecție s-a pierdut de-a lungul anilor. După abdicarea lui, Puyi a transferat picturi din palat, și multe dintre acestea au fost ulterior pierdute sau distruse. În 1948, multe din lucrări au fost mutate în Taiwan. Colecția a fost ulterior completată, prin donații, achiziții și transferuri de la alte muzee.
Obiecte de bronz
Colecția de bronz a Muzeului Palatului datează de la începutul dinastiei Shang. Din cele aproape 10.000 de piese deținute, aproximativ 1600 sunt elemente inscripționate din perioada pre-Qin (până la la 221 î.e.n.). O parte semnificativă a colecției o constituie obiectele ceremoniale de bronz ale curții imperiale.
Ceasuri
Muzeul Palatului are una dintre cele mai mari colecții de ceasuri mecanice din secolele al XVIII-lea și al XIX-lea din lume, cu mai mult de 1.000 de bucăți. Colecția conține atât ceasuri chinezești, cât și străine. Piesele chinezești provin de la atelierele proprii ale  palatului, Guangzhou (Canton) și Suzhou (Suchow). Piesele străine provin din Regatul Unit, Franța, Elveția, Statele Unite și Japonia. Dintre acestea, cea mai mare parte sunt britanice.
Jad
Jadul ocupă un loc unic în cultura chinezească. Colecția Muzeului, în cea mai mare parte derivată din colecția imperială, cuprinde aproximativ 30.000 de piese. Partea dinaintea dinastiei Yuan cuprinde mai multe piese renumite de-a lungul istoriei, precum și artifacte din descoperiri arheologice mai recente. Cele mai vechi piese datează din perioada neolitică. Piesele din timpul dinastiilor Ming și Qing, pe de altă parte, cuprind atât obiecte de uz de la palat, precum și elemente din jurul Imperiului și de la distanțe mai mari.
Artifactele Palatului

În plus față de operele de artă, o mare parte din colecția Muzeului este formată din artifactele curții imperiale. Între acestea se numără elementele utilizate de către familia imperială și de palat în viața de zi cu zi, precum și diverse elemente  ceremoniale și birocratice importante pentru administrația publică. Această colecție cuprinzătoare conservă viața de zi cu zi și protocoalele ceremoniale ale epocii imperiale.

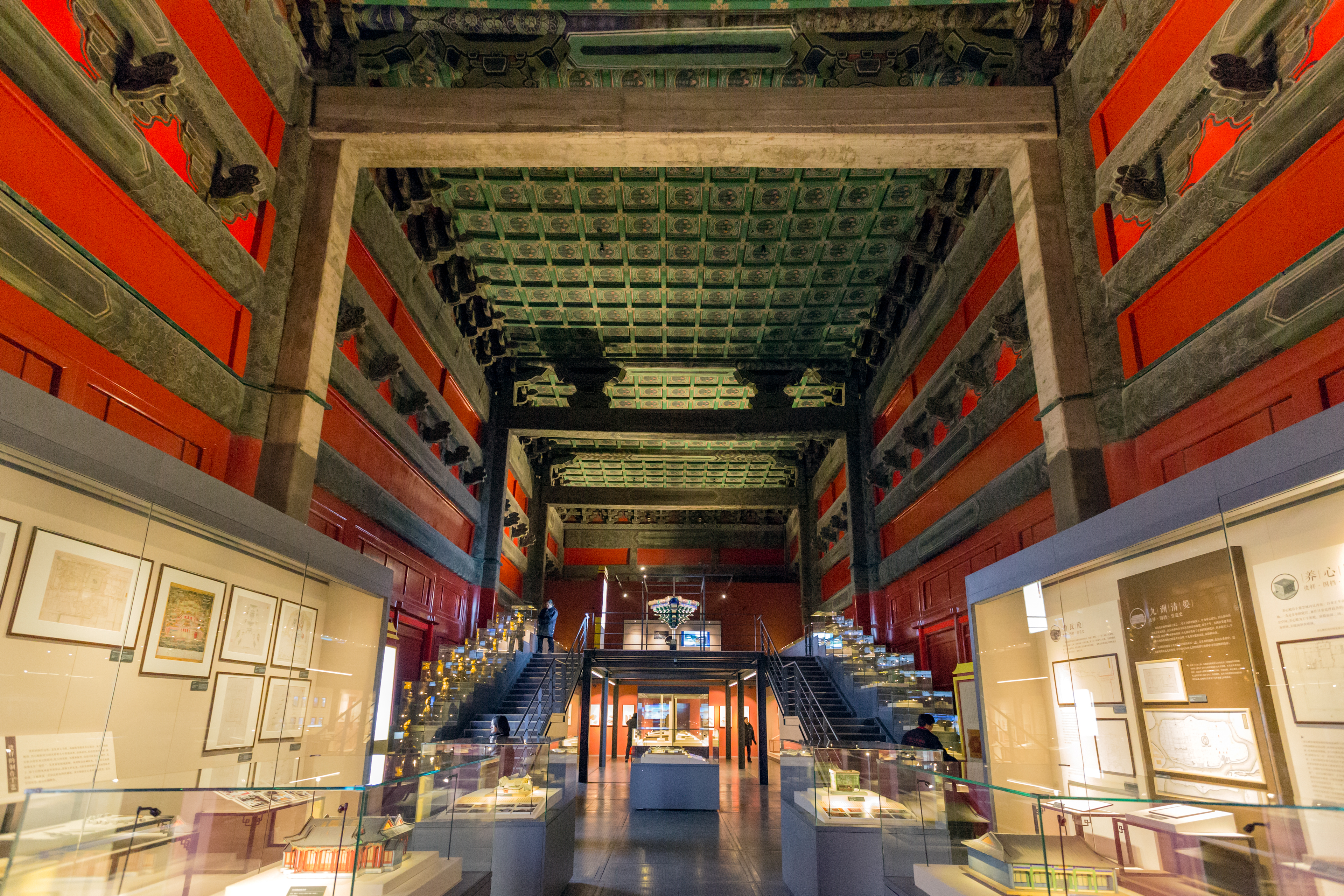
Interiorul Porții Glorioase de Est
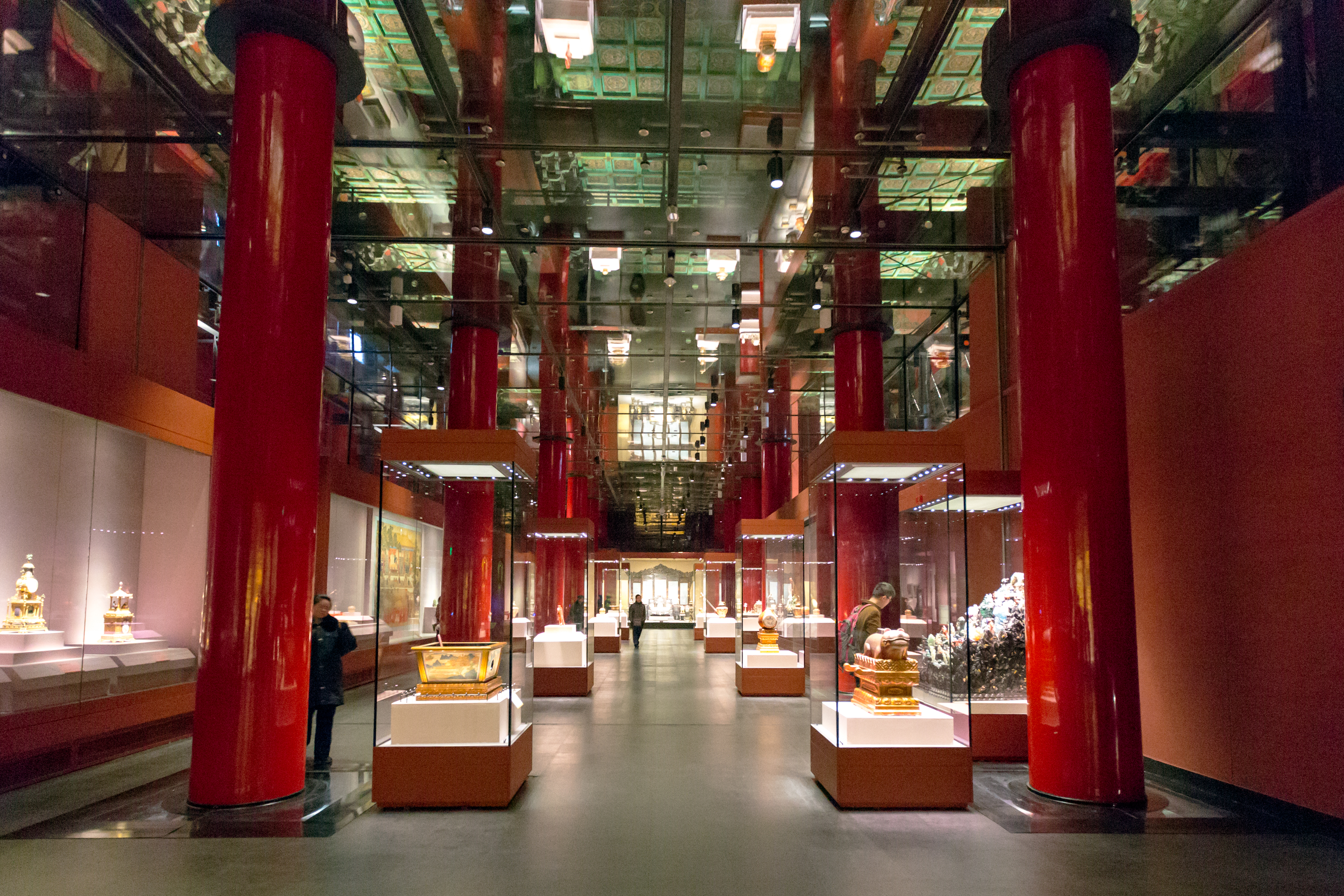
Interiorul aripii vestice a Porții Meridian

## Influența

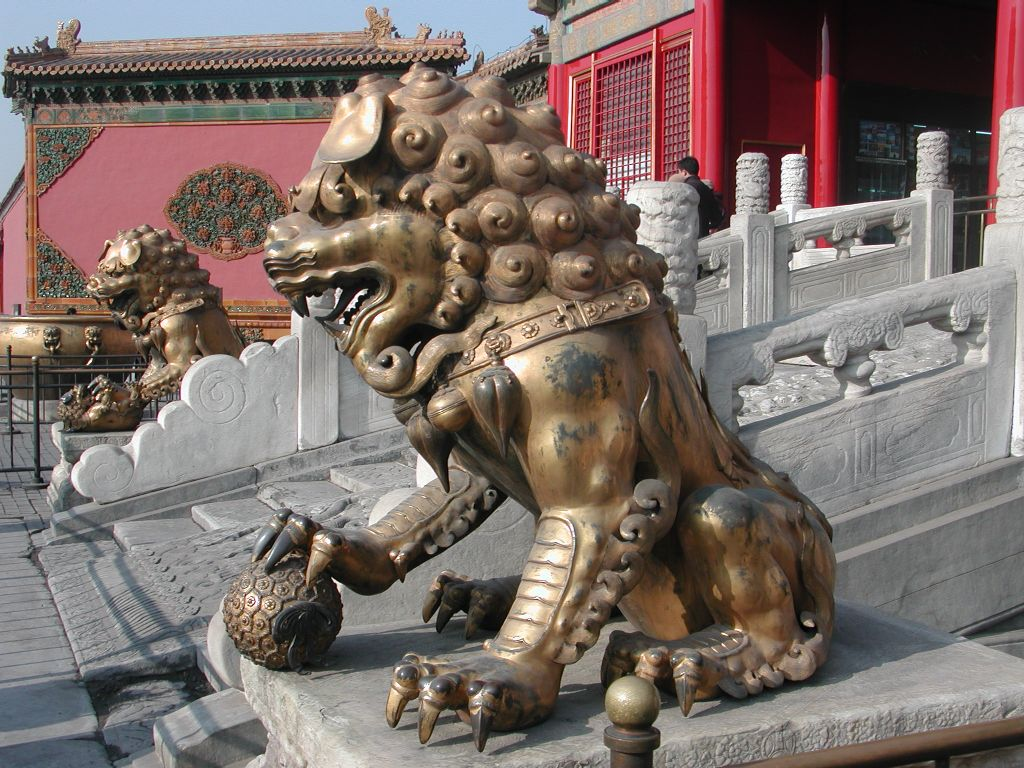
Leu aurit din fața Palatului Longevității Liniștite

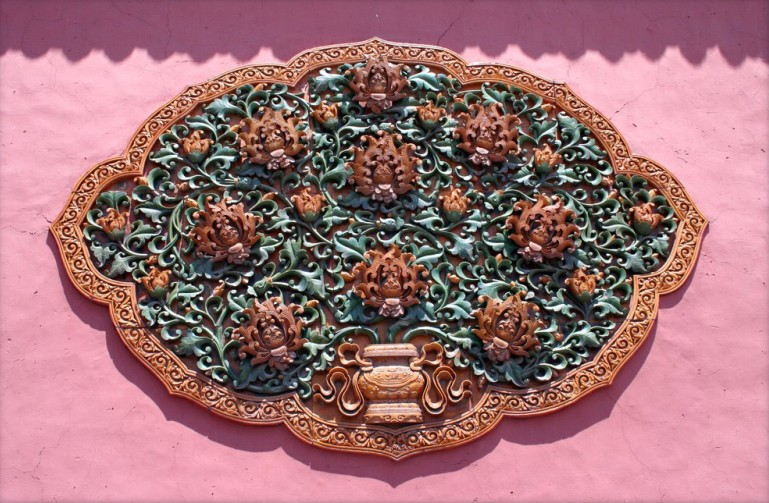
Decorațiune

Orașul Interzis, punctul culminant a două mii de ani de dezvoltare a arhitecturii clasice chinezești și est-asiatice, a avut o influență asupra dezvoltării ulterioare a arhitecturii chinezești, și a furnizat și inspirație pentru multe opere de artă. Printre unele exemple specifice se numără:
Reprezentarea în artă, film, literatură și cultură populară
Orașul Interzis a servit drept scenă pentru multe opere de ficțiune. În ultimii ani, acesta a fost descris în filme și seriale de televiziune. Câteva exemple notabile sunt:
- Orașul Interzis⁠(d) (1918), un film de ficțiune despre un împărat chinez și un american.
- Ultimul Împărat (1987), un film biografic⁠(d) despre Puyi, a fost primul film de lung metraj pe care guvernul Republicii Populare Chineze l-a autorizat a fi filmat în Orașul Interzis.
- Marco Polo⁠(d), o miniserie TV⁠(d) realizată împreună de NBC și RAI la începutul anilor 1980, a fost filmată în Orașul Interzis. Orașul Interzis actual nu a existat însă în vremea dinastiei Yuan, când Marco Polo s-a întâlnit cu Kublai Khan.
- Jocul de strategie în timp real Rise of Nations din 2003 descrie Orașul Interzis ca una dintre marile minuni ale lumii; în ceea ce privește mecanica jocului, el funcționează identic cu un oraș mare și oferă jucătorului resurse suplimentare.

Spectacole live
Orașul Interzis a servit și ca scenă pentru spectacole. Cu toate acestea, utilizarea sa în acest scop este strict limitată, ca urmare a impactului pe care îl pot avea echipamentele grele și urmările spectacolelor asupra structurilor vechi. Aproape toate spectacolele despre care se afirmă că au loc „în Orașul Interzis” sunt de fapt organizate în afara zidurilor palatului.
- În 1997, compozitorul și claviaturistul de origine greacă Yanni a ținut un concert live în fața Orașului Interzis, el fiind primul artist occidental modern care a produs un spectacol în situl istoric chinezesc. Concertul a fost înregistrat și lansat mai târziu ca parte din albumul Tribute.[83]
- Opera Turandot de Giacomo Puccini, povestea unei prințese chineze, a fost interpretată la Altarul Imperial chiar în afara Orașului Interzis pentru prima dată în 1998.[84]
- În 2001, cei Trei Tenori⁠(d), Plácido Domingo, José Carreras și Luciano Pavarotti, au cântat în fața porții Orașului Interzis.
- În 2004, muzicianul francez Jean Michel Jarre a ținut un concert live în fața Orașului Interzis, însoțit de 260 de muzicieni, ca parte a festivităților „Anului Franței în China”.[85]